# Draudtia
Draudtia is een geslacht van vlinders van de familie Uilen (Noctuidae), uit de onderfamilie Hadeninae.

## Soorten
- D. andrena Smith, 1911
- D. begallo Barnes, 1905
- D. funeralis Hill, 1924
- D. ignota Barnes & Benjamin, 1924
- D. leucorena Smith, 1900
- D. lunata Barnes & McDunnough, 1916
- D. morsa Smith, 1907
- D. revellata Barnes & Benjamin, 1924